# Helmut Krätzl

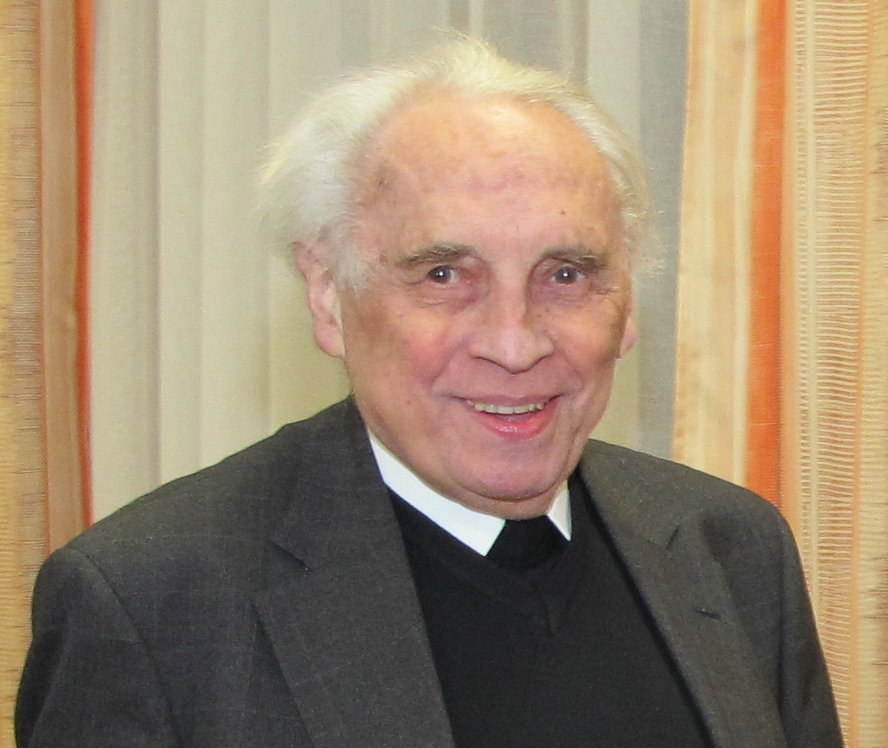
Helmut Krätzl (2012)

Helmut Krätzl (* 23. Oktober 1931 in Wien; † 2. Mai 2023 ebenda) war ein österreichischer römisch-katholischer Priester und Weihbischof der Erzdiözese Wien.

## Leben
Helmut Krätzl wurde am 29. Juni 1954 in Wien von Kardinal Theodor Innitzer zum Priester geweiht und war anschließend Kaplan in Baden bei Wien. 1956 wurde er Zeremoniär von Erzbischof Franz König. 1959 wurde er an der Universität Wien zum Doktor der Theologie promoviert.
Am 13. Februar 1960 wurden Krätzl und König auf der Fahrt nach Zagreb zum Begräbnis von Kardinal Königs Studienkollegen Kardinal Stepinac in der Nähe von Varaždin in einen schweren Verkehrsunfall verwickelt. Beide wurden lebensgefährlich verletzt, Krätzl war danach lange Zeit gehbehindert.
Krätzl studierte anschließend in Rom an der Päpstlichen Universität Gregoriana, wo er 1964 zum Doktor des Kirchenrechts promoviert wurde. In dieser Zeit wirkte er als Stenograf an der Protokollierung des Zweiten Vatikanischen Konzils mit.
Von 1964 bis 1969 war er Pfarrer in Laa an der Thaya. Am 1. September 1969 wurde er zum Ordinariatskanzler der Erzdiözese Wien bestellt.
Am 20. September 1977 wurde Krätzl von Papst Paul VI. zum Weihbischof für die Erzdiözese Wien und zum Titularbischof von Heraclea Pontica ernannt. Krätzl empfing am 20. November 1977 gemeinsam mit Florian Kuntner im Stephansdom in Wien die Bischofsweihe durch Kardinal Franz König. Mitkonsekratoren waren Franz Jachym aus Wien und Weihbischof Reinhard Lettmann aus Münster. Als Wahlspruch wählte Krätzl In der Kraft Gottes, auf die Führung eines  Bischofswappens verzichtete er. Im Zeitraum 1981 bis 1985 war der neue Weihbischof Generalvikar der Erzdiözese Wien.
Nach dem Rücktritt von Kardinal König wurde Krätzl von weiten Kreisen als Nachfolger gewünscht und war bis zum Amtsantritt von Erzbischof Hans Hermann Groer am 14. September 1986 Diözesanadministrator der Erzdiözese Wien. Groer ernannte ihn 1987 zum Bischofsvikar für die Bereiche Erwachsenenbildung und Priesterfortbildung. Auch unter Kardinal Christoph Schönborn übte er diese Funktion aus. Ab 2004 war Krätzl Bischofsvikar für die ökumenischen Fragen. In der österreichischen Bischofskonferenz war der Weihbischof für schulische Angelegenheiten, für die Erwachsenenbildung, das Katholische Bibelwerk Österreich und das Seminar für Kirchliche Berufe zuständig. Als Zuständiger für die Erwachsenenbildung förderte er auch Erneuerungsbewegungen wie Marriage Encounter.
Krätzl war Autor des 1998 erschienenen Buches Im Sprung gehemmt, in dem er die Entwicklung der katholischen Kirche nach dem Zweiten Vatikanischen Konzil kritisch betrachtete.
Am 6. März 2008 nahm Papst Benedikt XVI. sein aus Altersgründen eingebrachtes Rücktrittsgesuch an. Am selben Tag wurde Stephan Turnovszky zum Weihbischof in Wien ernannt.
Anlässlich seines diamantenen Priesterweihejubiläums sprach sich Krätzl im Juni 2014 für eine Öffnung der katholischen Kirche bei den Themen Zölibat und Interkommunion mit evangelischen Christen aus. Die Bischöfe sollten gemäß der Aufforderung von Papst Franziskus „mutige Vorschläge machen“.
Krätzl starb am 2. Mai 2023 91-jährig im Krankenhaus der Barmherzigen Brüder in Wien an den Folgen einer schweren Krankheit. Sein Grab befindet sich in der Domherrengruft des Wiener Stephansdoms.

## Auszeichnungen
- Österreichisches Ehrenkreuz für Wissenschaft und Kunst I. Klasse (1991)
- Goldenes Komturkreuz des Ehrenzeichens für Verdienste um das Bundesland Niederösterreich (1992)
- Großes Goldenes Ehrenzeichen für Verdienste um das Land Wien (1996)
- Großes Silbernes Ehrenzeichen mit dem Stern für Verdienste um die Republik Österreich (2006)[6]
- Ehrenpreis des Viktor-Frankl-Fonds der Stadt Wien für das Lebenswerk[7]
- Ehrenmitglied der Freunde der Theologischen Kurse[8]
- Julius-Raab-Medaille (2012)[9]
- Kardinal-König-Preis (2015)[10]

## Werke
- Die apostolischen Leiden des hl. Paulus und ihre Wirkungen für die Gemeinden. Dissertation der Universität Wien, 1959.
- Fragen aus der Zeit. Radioansprachen und Predigten zu Fragen des Glaubens und der Gesellschaft. Herold, Wien 1978.
- Derzeitiger Stand der Diskussion über die Seelsorge an Geschiedenen, die wieder geheiratet haben. Pastoralamt der Erzdiözese, Wien 1979.
- Erziehen ist geben und empfangen. Sechs Predigten für Lehrer, Eltern und junge Menschen. Herold, Wien 1985.
- Allein mit Jesus. Kreuzweg. Pastoralamt der Erzdiözese, Wien 1988.
- Theologisches Grundverständnis von Kirche heute. Pastoralamt der Erzdiözese, Wien 1990.
- Christsein in Wien. Pastoralamt der Erzdiözese, Wien 1992.
- Du legst deine Hand auf mich. Gedanken zur Firmung. St. Gabriel, Mödling 1992, ISBN 3-85264-391-0.
- Gott aber ist anders. Über Leiden, Tod und Auferstehung. Herder, Freiburg i. B. 1994, ISBN 3-451-23074-7.
- Im Sprung gehemmt. Was mir nach dem Konzil noch alles fehlt. St. Gabriel, Mödling 1998, ISBN 3-85264-567-0.
- Begeisterung kennt keine Grenzen. Gedanken zur Firmung. St. Gabriel u. a., Mödling u. a. 2000, ISBN 3-8050-0502-4.
- Neue Freude an der Kirche. Ein engagiertes Bekenntnis. Tyrolia, Innsbruck/Wien 2001, ISBN 3-7022-2412-2.
- Geschenkte Zeit. Von der Kunst älter zu werden. Tyrolia, Innsbruck/Wien 2006, ISBN 3-7022-2781-4.
- Eine Kirche, die Zukunft hat. 12 Essays zu scheinbar unlösbaren Kirchenproblemen. Styria, Wien/Graz/Klagenfurt 2007, ISBN 978-3-222-13224-7.
- Mein Leben für eine Kirche, die den Menschen dient. Tyrolia, Innsbruck/Wien 2011, ISBN 3-7022-3137-4.
- Das Konzil – ein Sprung vorwärts. Ein Zeitzeuge zieht Bilanz. Tyrolia, Innsbruck/Wien 2012, ISBN 978-3-7022-3199-6.
- Brot des Lebens. Mein Weg mit der Eucharistie. Tyrolia, Innsbruck/Wien 2014, ISBN 978-3-7022-3325-9.
- Ob die Bibel irren kann? Das Gottesprojekt Bibel. Kardinal König Bibliothek Band 5. Styria, Wien 2014, ISBN 978-3-222-13387-9.
- Im Gespräch mit der Welt. Glauben und Unglauben auf dem Prüfstand. Kardinal König Bibliothek Band 6. Styria, Wien 2015, ISBN 978-3-222-13388-6.
- Die Kirche in der Welt von heute. „Aggiornamento“ nach 50 Jahren. Styria, Wien 2015, ISBN 978-3-222-13389-3.
- Meine Kirche im Licht der Päpste. Von Pius XII bis Franziskus. Tyrolia, 2016, ISBN 978-3-7022-3554-3.